# Bill Shuster
William Franklin Shuster dit Bill Shuster, né le 10 janvier 1961 à McKeesport (Pennsylvanie), est un homme politique américain, élu républicain de Pennsylvanie à la Chambre des représentants des États-Unis de 2001 à 2019.

## Biographie
Bill Shuster est diplômé du Dickinson College et de l'American University.
Il est élu à la Chambre des représentants des États-Unis le 15 mai 2001 à l'occasion d'une élection partielle provoquée par la démission de son père Bud Shuster (en). Il est réélu pour un mandat complet en 2002 avec 71,1 % des voix. Il est depuis réélu tous les deux ans avec plus de 60 % des suffrages.
Depuis le 113e congrès, il préside la commission de la Chambre des représentants sur le transport et les infrastructures. En 2015, Politico révèle sa relation avec Shelley Rubino, lobbyiste d'Airlines for America, alors que Shuster dérégule le secteur de l'aviation, en autorisant par exemple les compagnies aériennes à afficher le prix des billets sans inclure les frais et taxes. Lors des élections suivantes, il remporte de justesse la primaire républicaine, avec deux points d'avance sur Art Halvorson. Il est cependant facilement réélu en novembre 2016, distançant de 26 points Halvorson, qui a réussi à obtenir l'investiture démocrate.
Ne pouvant pas exercer un troisième mandat à la tête de la commission des transports, il n'est pas candidat à sa réélection en novembre 2018. Il affirme alors vouloir se consacrer à la rédaction d'une proposition de loi sur les infrastructures plutôt que de faire campagne.

## Historique électoral

### Chambre des représentants des États-Unis
| Année | Bill Shuster | Démocrate | Vert   |
| ----- | ------------ | --------- | ------ |
| Année |              |           |        |
| 2001  | 51,91 %      | 43,96 %   | 4,13 % |
| 2002  | 71,07 %      | 28,93 %   | —      |
| 2004  | 69,53 %      | 30,47 %   | —      |
| 2006  | 60,33 %      | 39,67 %   | —      |
| 2008  | 63,92 %      | 36,08 %   | —      |
| 2010  | 73,06 %      | 26,94 %   | —      |
| 2012  | 61,67 %      | 38,33 %   | —      |
| 2014  | 63,52 %      | 36,48 %   | —      |
| 2016  | 63,43 %      | 36,47 %   | —      |